# A-League 2010-11
La temporada 2010-11 de la A-League fue la sexta edición de la máxima categoría del fútbol de Australia y Nueva Zelanda. La liga comenzó el 5 de agosto de 2010 y finalizará el 13 de febrero de 2011. El torneo está organizado por la Federación de Fútbol de Australia.

## Equipos
| Club                   | Ciudad     | Estadio                                                 | Capacidad     |
| ---------------------- | ---------- | ------------------------------------------------------- | ------------- |
| Adelaide United        | Adelaida   | Hindmarsh Stadium                                       | 17.000        |
| Brisbane Roar          | Brisbane   | Suncorp Stadium                                         | 52.500        |
| Central Coast Mariners | Gosford    | Bluetongue Stadium                                      | 20.119        |
| Gold Coast United      | Gold Coast | Skilled Park                                            | 27.400        |
| Melbourne Heart        | Melbourne  | AAMI Park                                               | 30.050        |
| Melbourne Victory      | Melbourne  | AAMI Park Etihad Stadium                                | 30.050 56.347 |
| Newcastle United Jets  | Newcastle  | EnergyAustralia Stadium Port Macquarie Regional Stadium | 26.164 10.000 |
| North Queensland Fury  | Townsville | Dairy Farmers Stadium                                   | 26.500        |
| Perth Glory            | Perth      | NIB Stadium                                             | 20.500        |
| Sydney                 | Sídney     | Sydney Football Stadium Parramatta Stadium              | 45.500 21.487 |
| Wellington Phoenix     | Wellington | Westpac Stadium                                         | 36.000        |

## Tabla de posiciones
| Pos | Equipo                 | PJ | PG | PE | PP | GF | GC | Dif. | Pts. |
| --- | ---------------------- | -- | -- | -- | -- | -- | -- | ---- | ---- |
| 1.  | Brisbane Roar          | 30 | 18 | 11 | 1  | 58 | 26 | +32  | 65   |
| 2.  | Central Coast Mariners | 30 | 16 | 9  | 5  | 50 | 31 | +19  | 57   |
| 3.  | Adelaide United        | 30 | 15 | 5  | 10 | 51 | 36 | +15  | 50   |
| 4.  | Gold Coast United      | 30 | 12 | 10 | 8  | 40 | 32 | +8   | 46   |
| 5.  | Melbourne Victory      | 30 | 11 | 10 | 9  | 45 | 39 | +6   | 43   |
| 6.  | Wellington Phoenix     | 30 | 12 | 5  | 13 | 39 | 41 | -2   | 41   |
| 7.  | Newcastle Jets         | 30 | 9  | 8  | 13 | 29 | 33 | -4   | 35   |
| 8.  | Melbourne Heart        | 30 | 8  | 11 | 11 | 32 | 42 | -10  | 35   |
| 9.  | Sydney                 | 30 | 8  | 10 | 12 | 35 | 40 | -5   | 34   |
| 10. | Perth Glory            | 30 | 5  | 8  | 17 | 27 | 54 | -27  | 23   |
| 11. | North Queensland Fury  | 30 | 4  | 7  | 19 | 28 | 60 | -32  | 19   |

* Leyenda: PJ: Partidos jugados; PG: Partidos ganados; PE: Partidos empatados; PP: Partidos perdidos; GF: Goles a favor; GC: Goles en contra; Dif: Diferencia de goles; Pts: Puntos.
     Clasificado a la Liga de Campeones de la AFC 2012 y a la fase final.

     Clasificados a Primera ronda de la fase final.

## Fase final
- El vencedor de la Semifinal Mayor accede directamente a la Gran Final por el título, mientras el cuadro derrotado enfrenta al ganador de las Semifinales Menores por el segundo cupo en la Gran Final.

### Semifinal Mayor (1° vs 2°)
| 19 de febrero de 2011 | Central Coast Mariners | 0:2 | Brisbane Roar               | Bluetongue Stadium, Gosford                                |                                                            |
|                       |                        |     | Barbarouses 52' · McKay 73' | Asistencia: 10.166 espectadores Árbitro(s): Matthew Breeze | Asistencia: 10.166 espectadores Árbitro(s): Matthew Breeze |

| 26 de febrero de 2011 | Brisbane Roar               | 2:2 | Central Coast Mariners         | Suncorp Stadium, Brisbane                               |                                                         |
|                       | Broich 63' · Henrique 90+1' |     | Smith 39' (a.g.) · Bozanic 40' | Asistencia: 25.168 espectadores Árbitro(s): Peter Green | Asistencia: 25.168 espectadores Árbitro(s): Peter Green |

### Semifinal Menor (3° vs 6°)
| 18 de febrero de 2011 | Adelaide United | 1:0 | Wellington Phoenix | Hindmarsh Stadium, Adelaida                               |                                                           |
|                       | Dodd 70'        |     |                    | Asistencia: 10.285 espectadores Árbitro(s): Jarred Gillet | Asistencia: 10.285 espectadores Árbitro(s): Jarred Gillet |

### Semifinal Menor (4° vs 5°)
| 20 de febrero de 2011 | Gold Coast United | 1:0 | Melbourne Victory | Skilled Park, Gold Coast                                   |                                                            |
|                       | Đulbić 90+1'      |     |                   | Asistencia: 3.281 espectadores Árbitro(s): Strebe Delovski | Asistencia: 3.281 espectadores Árbitro(s): Strebe Delovski |

### Final Menor
| 27 de febrero de 2011 | Adelaide United                  | 2:3 | Gold Coast United           | Hindmarsh Stadium, Adelaida                             |                                                         |
|                       | van Dijk 56' (pen.) · Leckie 69' |     | Smeltz 38', 79' · Djite 71' | Asistencia: 15.028 espectadores Árbitro(s): Chris Beath | Asistencia: 15.028 espectadores Árbitro(s): Chris Beath |

### Final preliminar
| 5 de marzo de 2011 | Central Coast Mariners | 1:0 | Gold Coast United | Bluetongue Stadium, Gosford                                |                                                            |
|                    | Kwasnik 75'            |     |                   | Asistencia: 7.539 espectadores Árbitro(s): Strebe Delovski | Asistencia: 7.539 espectadores Árbitro(s): Strebe Delovski |

### Gran Final
| 13 de febrero de 2011 | Brisbane Roar                 | 2:2 (4-2 pen.) | Central Coast Mariners     | Suncorp Stadium, Brisbane                                  |                                                            |
|                       | Henrique 117' · Paartalu 120' |                | Kwasnik 96' · Bozanic 103' | Asistencia: 50.168 espectadores Árbitro(s): Matthew Breeze | Asistencia: 50.168 espectadores Árbitro(s): Matthew Breeze |

| Tiros desde el punto penal |                  |     |                          |            |
| Franjic                    | Acierto de penal | 1:1 | Acierto de penal         | Hutchinson |
| Paartalu                   | Acierto de penal | 2:2 | Acierto de penal         | Wilkinson  |
| McKay                      | Acierto de penal | 3:2 | Fallo de penal (Atajado) | McBreen    |
| Henrique                   | Acierto de penal | 4:2 | Fallo de penal (Atajado) | Bojić      |
|                            |                  |     |                          |            |

## Goleadores
| Jugador                     | Jugador               | Goles | Equipo                 |
| --------------------------- | --------------------- | ----- | ---------------------- |
| Bandera de los Países Bajos | Sergio van Dijk       | 16    | Adelaide United        |
| Bandera de Australia        | Matt Simon            | 11    | Central Coast Mariners |
| Bandera de Costa Rica       | Jean Carlos Solórzano | 11    | Brisbane Roar          |
| Bandera de Australia        | Robbie Kruse          | 11    | Melbourne Victory      |
| Bandera de Nueva Zelanda    | Kosta Barbarouses     | 11    | Brisbane Roar          |
| Bandera de Inglaterra       | Robbie Fowler         | 9     | perth Glory            |
| Bandera de Australia        | Adam Kwasnik          | 9     | Central Coast Mariners |
| Bandera de Australia        | Bruce Djite           | 9     | Gold Coast United      |
| Bandera de Brasil           | Bruno Cazarine        | 9     | Sydney FC              |
| Bandera de Argentina        | Marcos Flores         | 8     | Adelaide United        |
| Bandera de Australia        | John Aloisi           | 8     | Melbourne Heart        |
| Bandera de Inglaterra       | Chris Greenacre       | 8     | Wellington Phoenix     |